# Ekonomski fakultet u Subotici
Ekonomski fakultet u Subotici je fakultet u Subotici, čini dio Sveučilišta u Novom Sadu. Ima odjele u Novom Sadu i Bujanovcu.

## Povijest
Osnovan je 1960. godine. Zgradu za ovaj objekt projektirao je subotički arhitekt Bolto Dulić.

## Prostorni položaj
Ekonomski fakultet u Subotici još od svojih početaka nalazi se na adresi Segedinski put 9-11. Osim toga, fakultet djeluje i u udaljenim centrima u Novom Sadu u Doktora Sime Miloševića 16. 

## Obrazovna i istraživačka djelatnost
Ekonomski fakultet u Subotici u svom obrazovnom sklopu ima ove katedre:
Agrarno gospodarstvo i agroposlovanje, Europsko gospodarstvo i poslovanje, Financije, bankarstvo, računovodstvo i revizija, Menadžment, Poslovna informatika i kvantitativne metode, Trgovina, marketing i logistika.
Studiranje je na srpskom jeziku, a za jezike drugih naroda u Subotici, hrvatskom i mađarskom jeziku 
Osim obrazovne, Ekonomski fakultet u Subotici obnaša i istraživačku djelatnost. Profesori i stručno osoblje uključeni su u rad na brojinim studijama i projektima.

## Zanimljivosti o djelatnosti fakulteta

### Časopisi
Na fakultetu izlaze tri časopisa: 
- Anali Ekonomskog fakulteta u Subotici
- The International Scientific Journal of Management Information Systems
- Strategijski menadžment i sistemi podrške odlučivanju u strategijskom menadžmentu

## Poznati djelatnici
- Đuro Lončar

## Vanjske poveznice
- (srpski) (engleski) Službene web-stranice Ekonomskoga fakulteta u Subotici